# Xã Lake, Quận Wayne, Pennsylvania
Xã Lake (tiếng Anh: Lake Township) là một xã thuộc quận Wayne, tiểu bang Pennsylvania, Hoa Kỳ. Năm 2010, dân số của xã này là 5.269 người.